# Molophilus (Molophilus) klementi
Molophilus (Molophilus) klementi is een tweevleugelige uit de familie steltmuggen (Limoniidae). De soort komt voor in het Palearctisch gebied.